# Ioan Lup
Ioan Lup este un senator român în legislatura 1992-1996 ales în municipiul București pe listele partidului PNȚCD. În cadrul activității sale parlamentare, Ioan lup a fost membru în comisia pentru apărare, ordine publică și siguranță națională.  

## Legaturi externe
- Ioan Lup Arhivat în 22 august 2016, la Wayback Machine. la cdep.ro